# Marjan Hribar (politik)
Marjan Hribar (izgovarjava IPA: [ˈma:rjan- x'ri:bar]), slovenski politik, ekonomist * 24. november 1969, Novo mesto.
Od leta 2019 do 2020 je bil poklicni župan Občine Šmarješke Toplice, trenutno pa to funkcijo opravlja nepoklicno. 14. aprila 2020 je bil imenovan za vršilca dolžnosti Javnega gospodarskega zavoda Protokolarne storitve Republike Slovenije, 15. aprila 2021 pa je bil imenovan za direktorja.

## Življenjepis
Osnovno šolo je zaključil z odličnim uspehom. Šolanje je nadaljeval na Gimnaziji Novo mesto. Po končani maturi se je vpisal na Univerzo v Mariboru, Ekonomsko poslovno fakulteto, kjer je od oktobra 1989 do novembra 1994 študiral ekonomske odnose s tujino, v okviru tega pa tudi mednarodni strateški marketing, mednarodne finance, dialektično teorijo sistemov, metode optimiranja, poslovno matematiko in statistiko. Po diplomi se je oktobra 2000 na Ekonomski poslovni fakulteti v Mariboru vpisal na magisterij znanosti iz področja ekonomije in poslovnih ved, logistike, v okviru tega tudi menedžmenta v turizmu, upravljanja s človeškimi viri in makroekonomije, študij pa z delom Pomen optimizacije logističnih povezav za tržno uspešnost turistične destinacije zaključil novembra 2005. 

### Zasebno življenje
Družina živi v Šmarjeških Toplicah. Hribarjevi izhajajo iz Družinske vasi in so ena izmed najstarejših tamkajšnjih družin, njihovi predniki namreč segajo več kot 300 let v preteklost.

## Javno delovanje
Leta 1994 se je v podjetju Terme Krka zaposlil kot vodja prodaje. Ob koncu delovanja je v podjetju postal direktor marketinga.
Pri 34 letih, februarja 2005, je postal generalni direktor Direktorata za turizem na Ministrstvu za gospodarstvo. Delo je opravljal 10 let. Bil je glavni snovalec turistične politike v Sloveniji, hkrati pa je sooblikoval tudi vizijo razvoja evropskega turizma, in sicer na Enoti za turizem, ki deluje v okviru Evropske komisije v Bruslju. Kot odgovorna oseba projekta prenove znamke Slovenije je leta 2007 Vladi Republike Slovenije predlagal v potrditev slogan I feel Slovenia, ki še danes velja za eno najprepoznavnejših znamk med vsemi evropskimi državami in se je uspešno uveljavila v športu, kulturi in gospodarstvu.
V času predsedovanja Slovenije Evropskemu svetu je bil predsedujoči za področje turizma v Evropski uniji. Na generalni skupščini Svetovne turistične organizacije leta 2009 v Kazahstanu je postal predsednik Komisije za Evropo in to funkcijo opravljal do leta 2011. 
Med drugim je bil predsednik nadzornega sveta Novolesa, d. d. in član nadzornega sveta Marine Portorož, d. d. ter Kobilarne Lipica. Kasneje je postal član nadzornega sveta Družbe Hit, d. d. in Istrabenz turizma, d. d.
Kot predavatelj je predstavljal razvoj slovenskega turizma na številnih mednarodnih srečanjih v Bolgariji, Litvi, Bosni in Hercegovini, Kazahstanu, Avstriji, Makedoniji, Nemčiji, Senegalu in Kolumbiji.
Leta 2012 je bil imenovan na položaj generalnega direktorja Direktorata za turizem in internacionalizacijo, v katerem je bil poleg razvoja turizma zadolžen za izvajanje trgovinske politike in tujih neposrednih investicij. V tem času je bil tudi predsednik Sveta Javne agencije SPIRIT in predsednik Komisije za pospeševanje mednarodne menjave na SID banki. 
Maja 2015 se je zaposlil pri Svetovni turistični organizaciji v Madridu, kjer je opravljal delo posebnega svetovalca generalnega sekretarja UNWTO Taleba Rifaija. 
V letu 2017 je bil direktor podjetja Kompas Touristik na Dunaju. 
3. januarja 2018 je postal direktor Zavoda za šport, kulturo, turizem in mladino Novo mesto (Zavod Novo mesto). 
Poleg turizma je ves čas aktivno deloval v namiznem tenisu. Bil je dvakratni državni prvak v namiznem tenisu v moških dvojicah. Od leta 2009 do danes je predsednik Namiznoteniške zveze Slovenije, ki je z vzpostavitvijo Nacionalnega olimpijskega centra na Otočcu naredila velik preboj, saj gre za enega izmed šestih največjih tovrstnih licenciranih centrov v Evropi.
V letu 2018 in 2019 je bil predsednik organizacijskega odbora kolesarske dirke po Sloveniji. 
Od začetka leta 2019 je predsedoval Evropski komisiji za področje turizma.
Marjan Hribar je decembra 2018 najavil kandidaturo za župana mesta Šmarješke Toplice na lokalnih volitvah 2018. 30. januarja 2019 so mu občinski svetniki potrdili mandat.
14. aprila 2020 ga je Vlada Republike Slovenije na dopisni seji imenovala za vršilca dolžnosti direktorja Javnega gospodarskega zavoda Protokolarne storitve Republike Slovenije (JGZ Brdo). Pred tem je s položaja zavoda razrešila dotedanjo direktorico Špelo Munih Stanič. Približno leto zatem, 9. aprila 2021, je bil imenovan za direktorja JGZ Brdo za mandatno dobo štirih let. 8.junija.2022 je odstopil kot direktor.
Gre za najpomembnejše protokolarno območje v Sloveniji, namenjeno domačim in mednarodnim dogodkom na najvišji ravni. Od 1. julija 2021 do 31. decembra 2021 gostijo Slovensko predsedovanje Svetu Evropske unije 2021, v ta namen je bil pod njegovim vodstvom v celoti obnovljen hotel, po novem Elegans hotel Brdo. Vsa predvidena dela so bila skladna s pogodbo, zaključena v nekaj manj kot 5 mesecih, vključno s pridobljenim uporabnim dovoljenjem. Projekt se je začel 13. novembra 2020, zaključil pa 17. junija 2021.